# Zamek w Tucholi
Zamek w Tucholi – nieistniejący krzyżacki zamek komturski w Tucholi, siedziba komturii tucholskiej.

## Historia

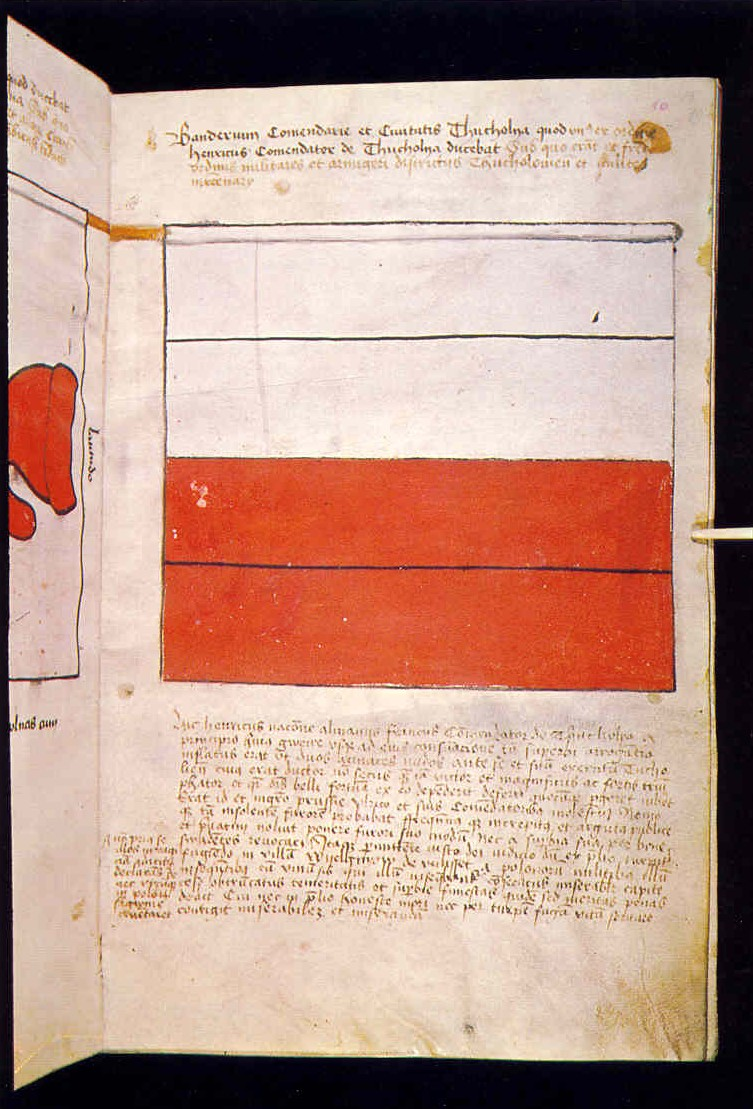
Chorągiew komturii tucholskiej w Banderia Prutenorum

W miejscu zamku znajdowała się wzmiankowana w 1307 r. warownia należąca do Władysława Łokietka, spalona przez Krzyżaków w 1308 r. Następnie zamek posiadał ród Święców, którzy w 1330 r. przekazali ją Krzyżakom. W Tucholi utworzono samodzielną komturię, a w 1346 r. wielki mistrz Heinrich Dusemer von Arfberg lokował miasto na prawie chełmińskim. Przypuszczalnie budowę ceglanego zamku rozpoczęto w dekadzie po utworzeniu komturii w 1330 roku, a zakończono przed 1356 r., kiedy to obniżono rangę Tucholi do prokuratorstwa. 
W lipcu 1410 r. zamek został opanowany przez wojska polskie dowodzone przez Janusza Brzozogłowego i długo bronił się przed Krzyżakami, którzy ostatecznie go odbili 11 października. W 1433 roku obsadzony przez Krzyżaków zamek nieskutecznie próbowali zdobyć Polacy i czescy husyci. 

W lutym 1454 r. zamek wraz z miastem poddał się wojskom polskim i gdańskim pod dowództwem Jana Maydenburga, a po II pokoju toruńskim stał się siedzibą polskich starostów. W latach 1655-1656 i 1659 był zajęty przez wojska szwedzkie. W 1664 roku wzmiankowana była "wieża wielka" i trzy narożne wieżyczki. Zamek został rozebrany po pożarze Tucholi w 1781 r. w celu pozyskania materiałów budowlanych na odbudowę miasta. Z czasem na terenie zamczyska powstała nowa zabudowa, która wchłonęła pozostałości średniowiecznych murów. W latach 1969-1982 prowadzono w miejscu zamku badania archeologiczne, ale były one prowadzone dyletancko.

## Architektura
Zamek znajdował się w zachodniej części miasta, nad strugą Kicz i dużym stawem młyńskim. Jego umocnienia przylegały do murów miejskich. Składał się z zamku wysokiego i dwóch przedzamczy. Założenie zamkowe zostało rozpoznane w niewielkim stopniu i jego szczegółowa rekonstrukcja nie jest możliwa.
Na podstawie lustracji z 1565 r. i wyników fragmentarycznych badań archeologicznych uważa się, że zamek wysoki założony był na planie czworoboku o wymiarach 48x23m i zabudowanych tylko dwóch skrzydłach. W wyższym skrzydle południowym znajdował się kościół oraz pomieszczenie reprezentacyjne. W drugim skrzydle, prawdopodobnie zachodnim, znajdowały się refektarz i kapitularz. Pozostałe boki zamykały drewniane ganki obronne. Być może istniało też wąskie trzecie skrzydło, a w narożach umiejscowione były wieże.
Według alternatywnej teorii zamek wysoki miał tylko jedno skrzydło o wymiarach 36x10m. Zamek posiadał gdanisko w formie wieży.

## Stan zachowania
W miejscu dawnego zamku wysokiego znajduje się Szkoła Podstawowa nr 1 (ul. Szkolna 4), w której zachowały się piwnice, pierwotnie ze sklepieniami kolebkowymi i krzyżowo-żebrowymi. Mur z dwoma otworami szczelinowymi znajduje się w piwnicy budynku przy ul. Szkolnej 3. W Urzędzie Miejskim (pl. Zamkowy 1) zachowały się dwie piwnice oraz wyeksponowany na parterze fragment muru kamiennego. W Tucholskim Ośrodku Kultury (pl. Zamkowy 8) znajdują się odsłonięte mury budynku przedzamcza, przypuszczalnie spichlerza.